# Morti nel 1717
| Questa pagina contiene informazioni ricavate automaticamente dalle voci biografiche con l'ausilio del template Bio e di un bot. L'aggiornamento è periodico e automatico e ricostruisce completamente la pagina. Se manca una persona in questa lista, sei pregato di non aggiungerla, ma accertati piuttosto che la sua voce biografica contenga il template Bio e che i dati anagrafici siano correttamente compilati. Se il template Bio manca, inseriscilo tu stesso o, in alternativa, metti l'avviso {{tmp\|Bio}} che ne segnala la mancanza. Se i dati riportati sono sbagliati, correggi direttamente la voce biografica; le modifiche saranno visibili in questa lista entro pochi giorni. Per chiarimenti vedi il progetto biografie. La lista contiene solo le 87 persone che sono citate nell'enciclopedia e per le quali è stato implementato correttamente il template Bio. Pagina aggiornata al 7 dic 2024. |

## Gennaio(5)
- 11 gennaio - Silvio de' Cavalieri, arcivescovo cattolico e giurista italiano (n. 1641)
- 12 gennaio - Taddeo Luigi Dal Verme, cardinale e vescovo cattolico italiano (n. 1641)
- 12 gennaio - Constantijn Francken, pittore fiammingo (n. 1661)
- 13 gennaio - Maria Sibylla Merian, naturalista e pittrice tedesca (n. 1647)
- 29 gennaio - Domenico Aulisio, giurista e filologo italiano (n. 1639)

## Febbraio(5)
- 2 febbraio - Daniel Voysin de La Noiraye, politico e nobile francese (n. 1654)
- 18 febbraio - Giovanni Maria Morandi, pittore italiano (n. 1622)
- 23 febbraio - Magnus Stenbock, generale svedese (n. 1665)
- 23 febbraio - Giovanni Cristiano II di Eggenberg, nobile boemo (n. 1704)
- 25 febbraio - Filippo della Torre, vescovo cattolico, antiquario e numismatico italiano (n. 1657)

## Marzo(5)
- 3 marzo - Pierre Allix, pastore protestante, teologo e scrittore francese (n. 1641)
- 5 marzo - Marie Armande de La Trémoille, nobildonna francese (n. 1677)
- 8 marzo - Abraham Darby I, imprenditore inglese (n. 1678)
- 11 marzo - Luca Tozzi, medico italiano (n. 1638)
- 18 marzo - Basil Feilding, IV conte di Denbigh, nobile e politico inglese (n. 1668)

## Aprile(4)
- 5 aprile - Antonio de Monforte, matematico e astronomo italiano (n. 1644)
- 5 aprile - Jean Jouvenet, pittore francese (n. 1644)
- 26 aprile - Cristiano II del Palatinato-Zweibrücken-Birkenfeld, duca tedesco (n. 1637)
- 27 aprile - Samuel Bellamy, pirata britannico (n. 1689)

## Maggio(3)
- 14 maggio - Giovanni Gaspare Zuccalli, architetto svizzero
- 16 maggio - Bon Boullogne, pittore, incisore e decoratore francese (n. 1649)
- 19 maggio - Melchior Friedrich von Schönborn-Buchheim, nobile e politico tedesco (n. 1644)

## Giugno(9)
- 3 giugno - Fernando de Alencastre, nobile spagnolo (n. 1662)
- 5 giugno - Giulio Antonio Averoldi, letterato italiano (n. 1651)
- 9 giugno - Jeanne Guyon, mistica francese (n. 1648)
- 11 giugno - Louis de Carrières, biblista francese (n. 1662)
- 15 giugno - Fabrizio Spada, cardinale italiano (n. 1643)
- 20 giugno - Anna Leszczyńska, nobildonna polacca (n. 1699)
- 20 giugno - Bartolomeo Nappini, poeta e presbitero italiano (n. 1637)
- 22 giugno - Lodovico Flangini, ammiraglio italiano (n. 1677)
- 25 giugno - Henry Browne, V visconte Montagu, nobile inglese (n. 1642)

## Luglio(3)
- 1º luglio - Anna Sofia di Danimarca, principessa (n. 1647)
- 17 luglio - Juan María de Salvatierra, religioso e missionario italiano (n. 1648)
- 28 luglio - Giovanna de Moura, nobildonna spagnola

## Agosto(3)
- 10 agosto - Nicolaes Witsen, diplomatico, cartografo e scrittore olandese (n. 1641)
- 16 agosto - Carlo Giorgio Clerici, nobile e militare italiano (n. 1696)
- 25 agosto - Giovanni Battista Borghese, nobile italiano (n. 1639)

## Settembre(6)
- 5 settembre - Louis Ferdinand Elle il giovane, pittore francese (n. 1648)
- 11 settembre - Angelo Antonio D'Alessandro, pittore italiano (n. 1642)
- 11 settembre - Sofia Carlotta di Württemberg, nobildonna tedesca (n. 1671)
- 17 settembre - Remi-Casimir Oudin, monaco cristiano e bibliografo francese (n. 1638)
- 19 settembre - Marco Battista Battaglini, vescovo cattolico e antiquario italiano (n. 1645)
- 28 settembre - Francesco Martelli, cardinale e patriarca cattolico italiano (n. 1633)

## Ottobre(4)
- 16 ottobre - Carlo Antonio Rambaldi, pittore e incisore italiano (n. 1680)
- 16 ottobre - Giovanni Segala, pittore italiano (n. 1662)
- 25 ottobre - Nicola Grimaldi, cardinale italiano (n. 1645)
- 26 ottobre - Catherine Sedley, nobile britannica (n. 1657)

## Novembre(10)
- 2 novembre - Johann Jakob Walther, violinista e compositore tedesco (n. 1650)
- 7 novembre - Antonio Baldinucci, gesuita italiano (n. 1665)
- 16 novembre - Manuel Arias Porres, cardinale e arcivescovo cattolico spagnolo (n. 1638)
- 21 novembre - Carlo Ottaviano Guasco, vescovo cattolico italiano (n. 1650)
- 21 novembre - Jean-Baptiste Santerre, pittore, disegnatore e docente francese (n. 1651)
- 22 novembre - Nicola Caravita, giurista e filosofo italiano (n. 1647)
- 23 novembre - Giovanni Filippo Certani, presbitero italiano (n. 1645)
- 26 novembre - Daniel Purcell, compositore e organista inglese (n. 1664)
- 28 novembre - Leodegar Bürgisser, abate svizzero (n. 1640)
- 29 novembre - Bibiana Gonzaga, nobildonna italiana (n. 1650)

## Dicembre(6)
- 1º dicembre - Ferdinando Nuzzi, cardinale e arcivescovo cattolico italiano (n. 1645)
- 4 dicembre - Pierre Boucher, esploratore francese (n. 1622)
- 5 dicembre - Richard Onslow, I barone Onslow, politico inglese (n. 1654)
- 15 dicembre - Andrea Riggio, patriarca cattolico italiano (n. 1660)
- 16 dicembre - Maria degli Angeli Fontanella, religiosa italiana (n. 1661)
- 25 dicembre - Robert Shirley, I conte Ferrers, militare britannico (n. 1650)

## Senza giorno specificato(24)
- Mohammed Reza Bey, diplomatico e nobile persiano
- Osei Tutu I, principe ghanese
- Francesco Albergotti, militare e scrittore italiano (n. 1654)
- Floriano Arresti, compositore, clavicembalista e organista italiano (n. 1667)
- Giovanni Bassignano, architetto e ingegnere italiano (n. 1653)
- Aleksandr Bekovič-Čerkasskij, ufficiale
- Elias Brenner, miniatore, incisore e archeologo svedese (n. 1647)
- John Campbell, I conte di Breadalbane, politico scozzese (n. 1636)
- Domenico Cecchi, sopranista italiano (n. 1650)
- Nicola Cosimi, compositore e violinista italiano (n. 1667)
- Domenico Ghislandi, pittore italiano
- Giacomo Maria Giovannini, pittore e incisore italiano (n. 1667)
- Antonio Grimaldi, doge (n. 1640)
- Camillo Guidi, ammiraglio italiano
- Abdul Aziz Hotak
- Luigi Quaini, pittore italiano (n. 1643)
- Giovanni Francesco Radicati di Passerano, nobile italiano (n. 1633)
- Philippe Rebillé Philbert, flautista francese (n. 1639)
- Samuel Ricard, giurista francese (n. 1637)
- Margherita Salicola, cantante lirica italiana (n. 1660)
- Bianca Maria Sforza di Caravaggio, nobile italiana (n. 1697)
- Nāzo Tokhī, poetessa afghana (n. 1651)
- Adriaen Verwer, giurista e mercante olandese (n. 1655)
- Nikita Zotov,  russo (n. 1644)